# Aleurolobus oplismeni
Aleurolobus oplismeni là một loài côn trùng cánh nửa trong họ Aleyrodidae, phân họ Aleyrodinae.
Aleurolobus oplismeni được Takahashi miêu tả khoa học đầu tiên năm 1931.